# Sabbah
Sabbah (arabiska: صباح) är en landskommun i Marocko. Den ligger i prefekturen Skhirate-Témara och regionen Rabat-Salé-Kénitra, cirka 30 km sydväst om huvudstaden Rabats centrum. Antalet invånare var 15 029 vid folkräkningen 2014.